# 穹顶舱

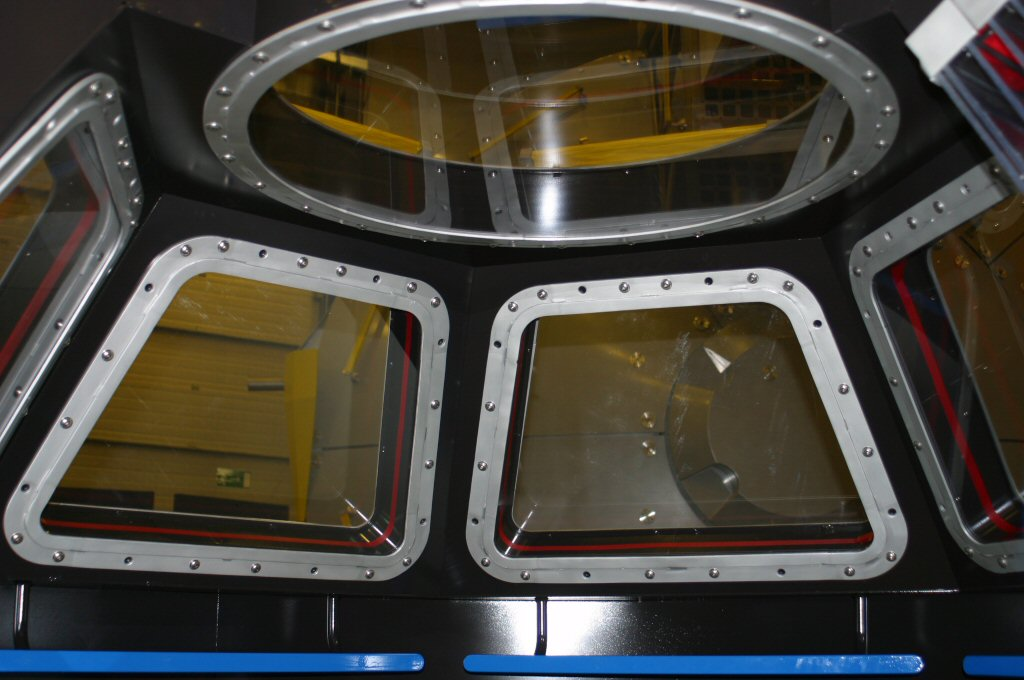
穹顶舱內的設備結構

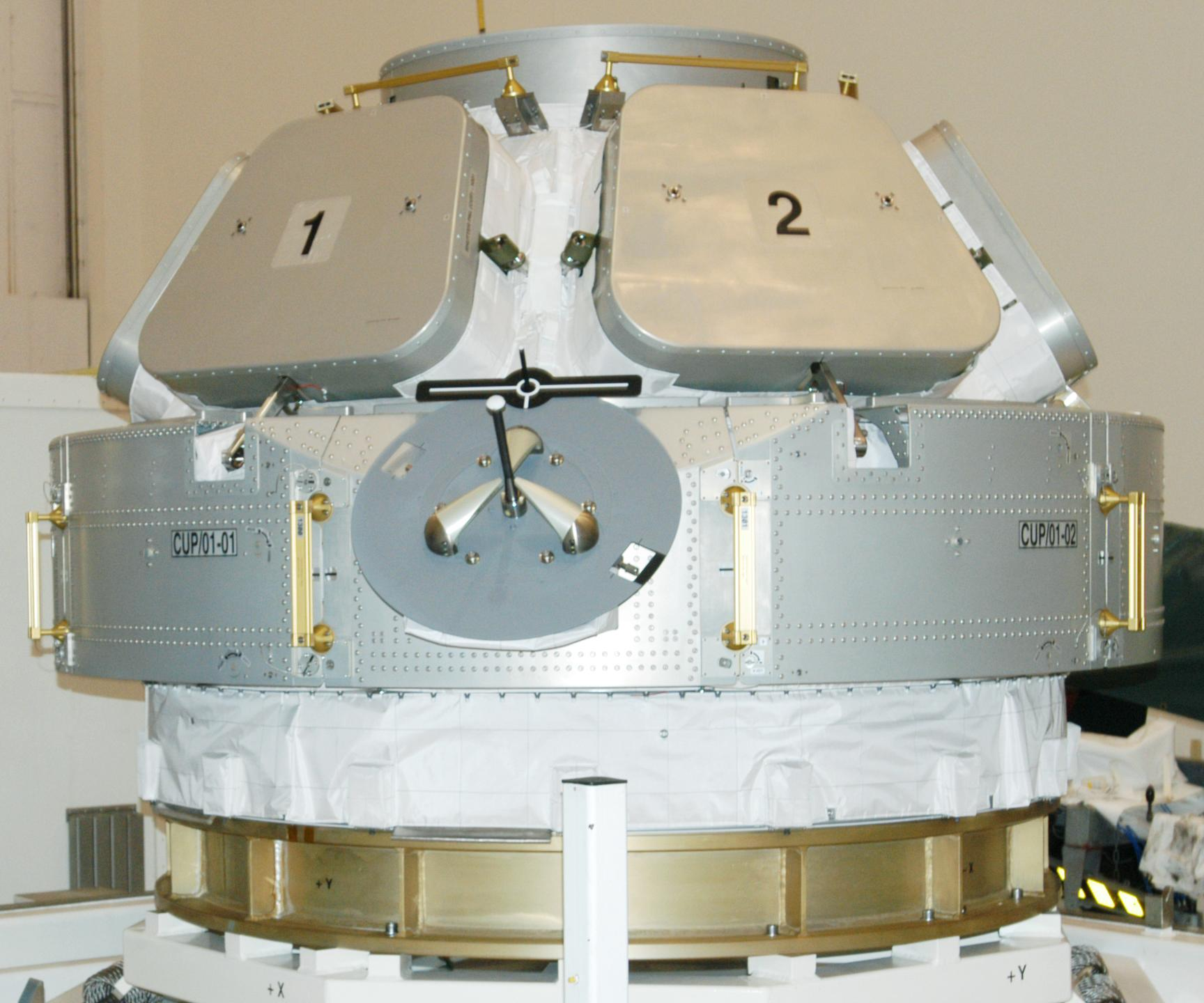
廠房中的國際太空站穹顶舱

穹顶舱（英語：Cupola）為歐洲太空總署建造的國際太空站觀察台組件。安裝完成後，此觀察台為太空人提供一個直接觀察機械臂操作、已泊接的太空船及遠眺地球的地方。
由意大利承包商阿莱尼亚（Alenia Aeronautica）設計及建造，穹顶舱直徑約2米及高1.5米。穹顶舱設有6個周邊窗戶及1個天窗，全部窗戶均附有活動遮蓋板來避免因受到小型流星體及太空垃圾撞擊而導致的損毀。它亦附設一個溫度控制系統、聲音、影像及MIL-STD-1553匯流排界面裝置，以及安裝加拿大臂2控制台時所需的連接設備。穹顶舱由执行STS-130任务的奋进号航天飞机于於2010年2月8日發射升空。穹顶舱會先被安裝至節點艙1上，其後轉移至安裝在節點艙3 上。
整個穹顶舱的研發階段於2004年9月6日完結，當天歐洲太空總署於意大利都灵的 Alenia Spazio廠房內舉辦一典禮來作完結。

## 規格
- 總高度：1.5米
- 最大直徑：2.95米
- 質量：1,880千克

## 外部連結
- 歐洲太空總署 穹顶舱 規格 （页面存档备份，存于）
- 歐洲太空總署 穹顶舱 報告 （页面存档备份，存于）
- 歐洲太空總署：太空中最大的窗戶建造完成 （页面存档备份，存于）